# Benetton (famiglia)
I Benetton (pronuncia Benettón, /benetˈton/) sono una famiglia di imprenditori trevigiani, fondatrice nel 1965 dell'omonima azienda di abbigliamento. La famiglia, oltre ad un vasto patrimonio immobiliare personale, controlla ancora oggi uno dei maggiori gruppi industriali italiani, attraverso la holding Edizione S.p.A.

## Storia

### Le origini
Capostipiti sono i fratelli Luciano (1935), Giuliana (1937), Gilberto (1941-2018) e Carlo (1943-2018), cresciuti nel quartiere di  Santa Bona di Treviso da una modesta famiglia di Ponzano Veneto. Rimasti orfani del padre Leone nel 1945, Luciano lascia la scuola per fare il garzone nel magazzino di tessuti Campana e, successivamente, nel negozio di abbigliamento Della Siega. Frattanto la secondogenita Giuliana inizia a lavorare in una maglieria.
Negli anni 1950 i due fratelli cominciano ad alternare il lavoro da dipendenti all'attività in proprio. Nel 1955 acquistano una macchina da maglieria con cui Giuliana confeziona in casa i maglioni che Luciano vende porta a porta, utilizzando il marchio Très Jolie. Il successo riscontrato portò in seguito i Benetton a comprare altre due macchine e ad assumere quattro dipendenti, spostando il laboratorio dall'abitazione a uno stabile vicino. Nel 1958 Luciano poté permettersi di lasciare il lavoro da dipendente.
In seguito entrano in azienda i fratelli minori: Gilberto, impiegato della Confartigianato, tiene al contempo i conti dell'azienda; Carlo, disegnatore presso le officine Bornia, comincia a occuparsi degli aspetti tecnici e produttivi. Si vanno così a delineare i ruoli: Luciano è presidente e responsabile commerciale, Giuliana si occupa del design, Gilberto lavora nella divisione finanziaria e Carlo segue la produzione.
La fortuna dell'azienda si deve all'incontro, nel 1961, con Roberto Calderoni, industriale e commerciante che apre l'azienda al mercato romano grazie ai suoi contatti con alcune famiglie della comunità ebraica impegnate nel settore tessile, in particolare gli Anticoli e i Tagliacozzo. In poco tempo le vendite nella Capitale superano quelle venete e nel 1965 diventa necessario aprire una vera e propria fabbrica a Ponzano Veneto.

### L'espansione internazionale
Nel 1991 i Benetton acquisiscono la Compañía de Tìerras Sud Argentino, consistente in circa 10 000 km² di terreni dedicati all'allevamento di pecore per la produzione laniera. Ne seguì una vicenda giudiziaria, in quanto un gruppo di indigeni Mapuche, sostenuto dal premio Nobel Adolfo Pérez Esquivel e da varie ONG, rivendicò parte delle terre, ma il processo che ne seguì confermò la legittimità dell'acquisizione.
Dal 2014 la famiglia ha fatto un passo indietro dalla gestione e ha assunto un ruolo di azionista lasciando al management l'onere della gestione, con Gianni Mion come presidente e Marco Airoldi, amministratore delegato e direttore generale.
I marchi d'abbigliamento del gruppo sono: United Colors of Benetton, Undercolors e Sisley; in passato anche Playlife, Killer Loop.

## Assetto societario
Per anni la finanziaria di famiglia è stata Edizione srl, una holding controllata attraverso la società in accomandita per azioni Ragione di Gilberto Benetton & C SapA.
Nella seconda metà del 2007 la famiglia ha ristrutturato l'imponente rete di partecipazioni che ha costruito nel tempo creando due separate holding controllate direttamente da Ragione SapA:
- Edizione Holding, focalizzata sul settore retail con partecipazioni in Benetton Group e Autogrill
- Sintonia SpA, focalizzata sugli investimenti nelle infrastrutture, come Atlantia, Grandi Stazioni e Aeroporti di Roma.

Il 14 dicembre 2007 Ragione Sapa è entrata nel patto di sindacato di Mediobanca acquistando il 2,17% di azioni dalla quota che UniCredit ha messo in vendita in seguito alla fusione con Capitalia.
Il 23 luglio 2008 la famiglia Benetton ha annunciato un accorciamento della catena di controllo per cui Edizione Holding e Sintonia SpA sono state tutte fuse in Ragione SapA, la quale ha preso il nome di Edizione srl. La fusione ha piena efficacia dal 1º gennaio 2009.
Dopo questo riassetto, la famiglia Benetton controlla la nuova holding finanziaria Edizione Srl, in cui sono confluite Ragione SapA ed Edizione holding. Essa rappresenta il patrimonio di famiglia, equamente diviso tra i quattro rami; nel consiglio di amministratore siede un figlio di ciascuno dei quattro fratelli Benetton: Alessandro di Luciano, Franca Bertagnin di Giuliana, Sabrina di Gilberto e Christian di Carlo. Nel frattempo è stata trasformata in società italiana la ex holding lussemburghese Sintonia SA diventando Sintonia spa (il cui unico socio è Edizione), subholding del settore infrastrutture.
I quattro rami della famiglia Benetton sono i proprietari della holding Edizione srl con una quota paritaria (25%), attraverso società holding, ma anche quote personali.
Nel 2022, la famiglia delibera di distribuire una parte del patrimonio immobiliare di Edizione (880 milioni) ai rami della famiglia, mediante sorteggio. In seguito, i soci trovano un accordo sulla governance di Edizione (diventata S.p.A.), incluse le nomine nel consiglio di amministrazione e le eventuali condizioni di liquidazione dei soci. Alessandro Benetton viene nominato presidente, con ampie deleghe, ed Enrico Laghi amministratore delegato.

## Albero genealogico
|              |              |                 |                 |                                                          |                                                          |                   |                   |                               |                               |        |        |       |                           |                           |                                 |         |         |                              |                                            |                                            |              |                             |                             |         |         |                                                           |                                                           |                     |                     |                             |                             |
|              |              |                 |                 |                                                          |                                                          |                   |                   |                               |                               |        |        |       |                           |                           | BENETTON                        |         |         |                              |                                            |                                            |              |                             |                             |         |         |                                                           |                                                           |                     |                     |                             |                             |
|              |              |                 |                 |                                                          |                                                          |                   |                   |                               |                               |        |        |       |                           |                           |                                 |         |         |                              |                                            |                                            |              |                             |                             |         |         |                                                           |                                                           |                     |                     |                             |                             |
|              |              |                 |                 |                                                          |                                                          |                   |                   |                               |                               |        |        |       |                           |                           |                                 |         |         |                              |                                            |                                            |              |                             |                             |         |         |                                                           |                                                           |                     |                     |                             |                             |
|              |              |                 |                 |                                                          |                                                          |                   |                   |                               |                               |        |        |       |                           |                           | Leone 1911-1945 ⚭ Rosa Carniato |         |         |                              |                                            |                                            |              |                             |                             |         |         |                                                           |                                                           |                     |                     |                             |                             |
|              |              |                 |                 |                                                          |                                                          |                   |                   |                               |                               |        |        |       |                           |                           |                                 |         |         |                              |                                            |                                            |              |                             |                             |         |         |                                                           |                                                           |                     |                     |                             |                             |
|              |              |                 |                 |                                                          |                                                          |                   |                   |                               |                               |        |        |       |                           |                           |                                 |         |         |                              |                                            |                                            |              |                             |                             |         |         |                                                           |                                                           |                     |                     |                             |                             |
|              |              |                 |                 | Luciano 1935 1 ⚭ Maria Teresa Maestri 2 ⚭ Marina Salamon | Luciano 1935 1 ⚭ Maria Teresa Maestri 2 ⚭ Marina Salamon |                   |                   |                               |                               |        |        |       | Giuliana 1937 ⚭ Bertagnin | Giuliana 1937 ⚭ Bertagnin |                                 |         |         |                              | Gilberto 1941-2018 ⚭ Maria Laura Pasquotti | Gilberto 1941-2018 ⚭ Maria Laura Pasquotti |              |                             |                             |         |         | Carlo 1943-2018 1 ⚭ Franca Pin 2 ⚭ Mary Josephine Spirito | Carlo 1943-2018 1 ⚭ Franca Pin 2 ⚭ Mary Josephine Spirito |                     |                     |                             |                             |
|              |              |                 |                 |                                                          |                                                          |                   |                   |                               |                               |        |        |       |                           |                           |                                 |         |         |                              |                                            |                                            |              |                             |                             |         |         |                                                           |                                                           |                     |                     |                             |                             |
|              |              |                 |                 |                                                          |                                                          |                   |                   |                               |                               |        |        |       |                           |                           |                                 |         |         |                              |                                            |                                            |              |                             |                             |         |         |                                                           |                                                           |                     |                     |                             |                             |
| 1 Mauro 1962 | 1 Mauro 1962 | 1 Rossella 1965 | 1 Rossella 1965 | 2 Brando                                                 | 2 Brando                                                 | 1 Alessandro 1964 | 1 Alessandro 1964 | 1 Rocco 1969 ⚭ Judith Soltesz | 1 Rocco 1969 ⚭ Judith Soltesz | Franca | Franca | Carlo | Carlo                     | Paola                     | Paola                           | Daniela | Daniela | Sabrina 1971 ⚭ Ermanno Boffa | Sabrina 1971 ⚭ Ermanno Boffa               | Barbara 1969                               | Barbara 1969 | 1 Christian ⚭ Carola Traina | 1 Christian ⚭ Carola Traina | 2 Leone | 2 Leone | 1 Andrea ⚭ Giada Briziarelli                              | 1 Andrea ⚭ Giada Briziarelli                              | 1 Stefano 1965-1985 | 1 Stefano 1965-1985 | 1 Massimo ⚭ Samantha Zoppas | 1 Massimo ⚭ Samantha Zoppas |